# Abu Hammu Musa I
Abū Ḥammū Mūsā ibn ʿUthmān; (in arabo أبو حمو موسى بن عثمان‎?; ... – 22 luglio 1318) è stato il quarto sovrano della dinastia zayyanide.
Era un figlio di Abū Saʿīd ʿUthmān I. Salì al trono alla guida del Regno di Tlemcen (Maghreb centrale) dopo la morte del fratello Abū Zayyān Muḥammad I, avvenuta nel 1308, regnando fino al 1318, anno del suo assassinio ad opera del figlio Abū Tāshfīn I, che salì sul trono.

## Biografia
Quando Abū Ḥammū Mūsā salì al trono, il Regno di Tlemcen era in grave crisi, visto che erano passati pochi anni dal lungo e devastante assedio merinide contro Tlemcen. Abū Ḥammū continuò la politica del fratello, atta a restaurare il potere zayyanide, riuscendo a pacificare il regno. Le fortificazioni del regno vennero rafforzate e riuscì ad impedire ai Merinidi di espandersi oltre la città di Oujda. Ristabilì il controllo zayyanide sulle città costiere di Bijāya e Costantina. L'arrivo di esuli da al-Andalus durante il suo regno incrementò la diffusione della cultura andalusa in Algeria.
Abū Ḥammū maltrattò spesso il figlio Abū Tāshfīn, e quest'ultimo provava molto rancore nei confronti del padre, arrivando ad assassinarlo e a succedergli al trono il 22 luglio del 1318.